# Voix d'enfants

Voix d'enfants est un film français réalisé en 1936. Il est un des premiers films auquel ont participé les Petits Chanteurs à la croix de bois.